# Drew Hardin
Drew Hardin (Cambridge, Inglaterra, 18 de octubre de 2004) es un futbolista británico que juega como centrocampista en el Inter de Miami II de la MLS Next Pro de los Estados Unidos.

## Trayectoria

### Inter de Miami II
Hardin comenzó su carrera con los clubes Boca United y South Florida Football Academy de la US Soccer Development Academy antes de unirse a la academia juvenil del Inter de Miami. El 9 de abril de 2021, Hardin fue anunciado como parte del equipo de reserva del Inter de Miami II, filial de las garzas, como jugador registrado en la academia. Hardin luego hizo su debut con el Fort Lauderdale el 10 de abril de 2021 durante su primer partido contra el New England Revolution II, comenzando con una derrota por 1-0.